# Liceo statale Regina Margherita
Il liceo statale Regina Margherita è stato fondato come istituto magistrale nel 1861 a Salerno, e risulta essere uno degli istituti più antichi d'Italia.

## Storia
L'Istituto Regina Margherita fu una delle "Scuole Magistrali femminili" della provincia di Salerno nate nel 1861. 
Nel 1866 il Consiglio Provinciale Scolastico chiese al Ministero della Pubblica Istruzione che venisse istituita a Salerno una "Scuola Normale" per cinquanta alunne. Nell'attesa che il Ministero desse il suo benestare, il 22 dicembre 1867 il Consiglio Scolastico Provinciale del Principato Citeriore approvò la proposta di istituzione in Salerno della "Scuola Magistrale Femminile Permanente" finalizzata alla piena attuazione della legge Casati (1859), alla riduzione della piaga dell'analfabetismo, all'eliminazione della nomina comunale dei maestri elementari per i quali bastava fossero muniti di una patente di idoneità e di un attestato di moralità. 
Nell'anno scolastico 1880-81 la Scuola divenne regia e assunse la denominazione di "Real Scuola Normale di Salerno" con un indirizzo di studi corrispondente alla Scuola Media Inferiore ed un indirizzo superiore corrispondente alla Scuola Superiore Magistrale. La scuola assunse il nome di Rebecca Guarna  donna-medico nella Scuola Medica Salernitana, cambiando nome nel 1914 con il nome di "Istituto Regina Margherita" che attualmente conserva. Nel 1934 fu varata la costruzione della nuova sede, dove risiede tuttora.
Nel 1944 una sezione del Liceo fu temporaneamente assegnata al neo-costituito "Magistero" Giovanni Cuomo, quando fu creato come prima istituzione universitaria dell'attuale Università degli Studi di Salerno.

## Indirizzi di studio
L'istituto possiede 4 indirizzi di studio: liceo delle scienze umane, liceo delle scienze umane opzione economico sociale, liceo scientifico opzione scienze applicate e liceo linguistico.